# Castroforte del Baralla

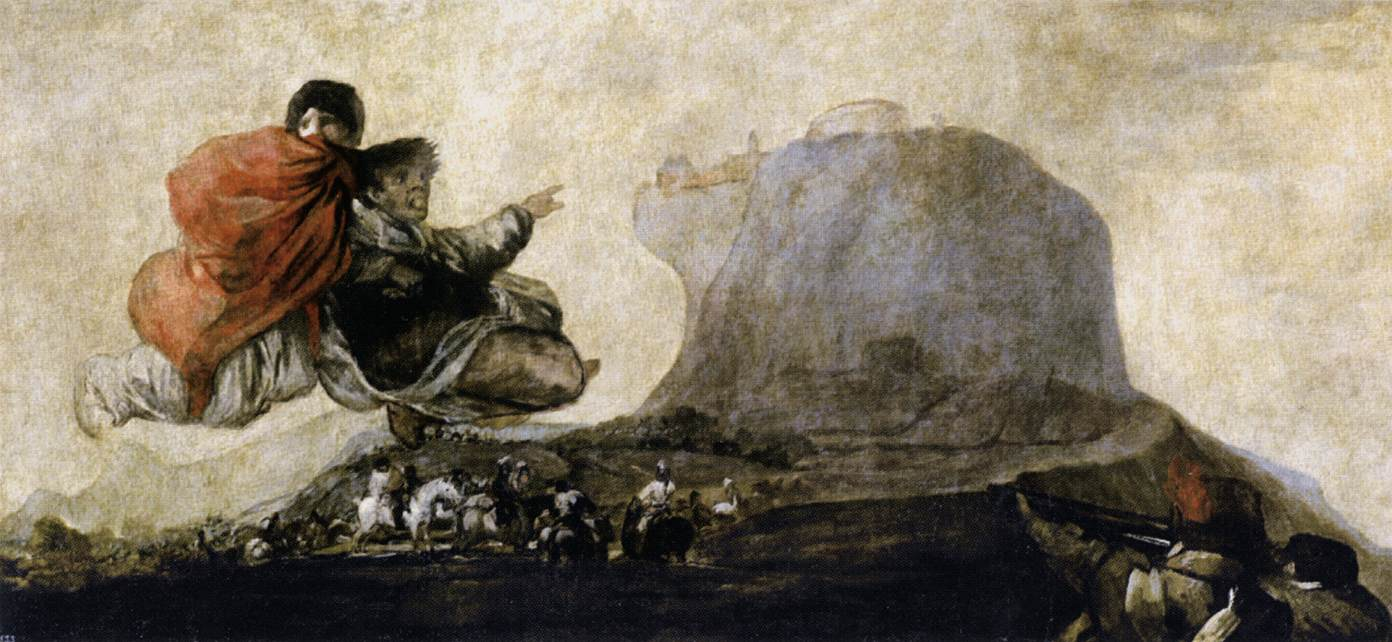
Asmodea (hacia 1820), pintura de Goya en el Museo del Prado, perteneciente al grupo de las 'pinturas negras'.

Castroforte del Baralla es el nombre de una ciudad ficticia creada por Gonzalo Torrente Ballester donde se desarrolla la trama de su novela La saga/fuga de J. B., publicada en 1972, que ese año recibió el Premio de la Crítica y el Premio Ciudad de Barcelona. Su característica más sobresaliente y que la hace diferente al resto de las ciudades del universo real, es que cuando sus habitantes se ven turbados por una emoción o preocupación general, la ciudad levita, flota en el aire y comienza a elevarse. "Una ciudad a caballo entre la existencia y la nada".

## Análisis

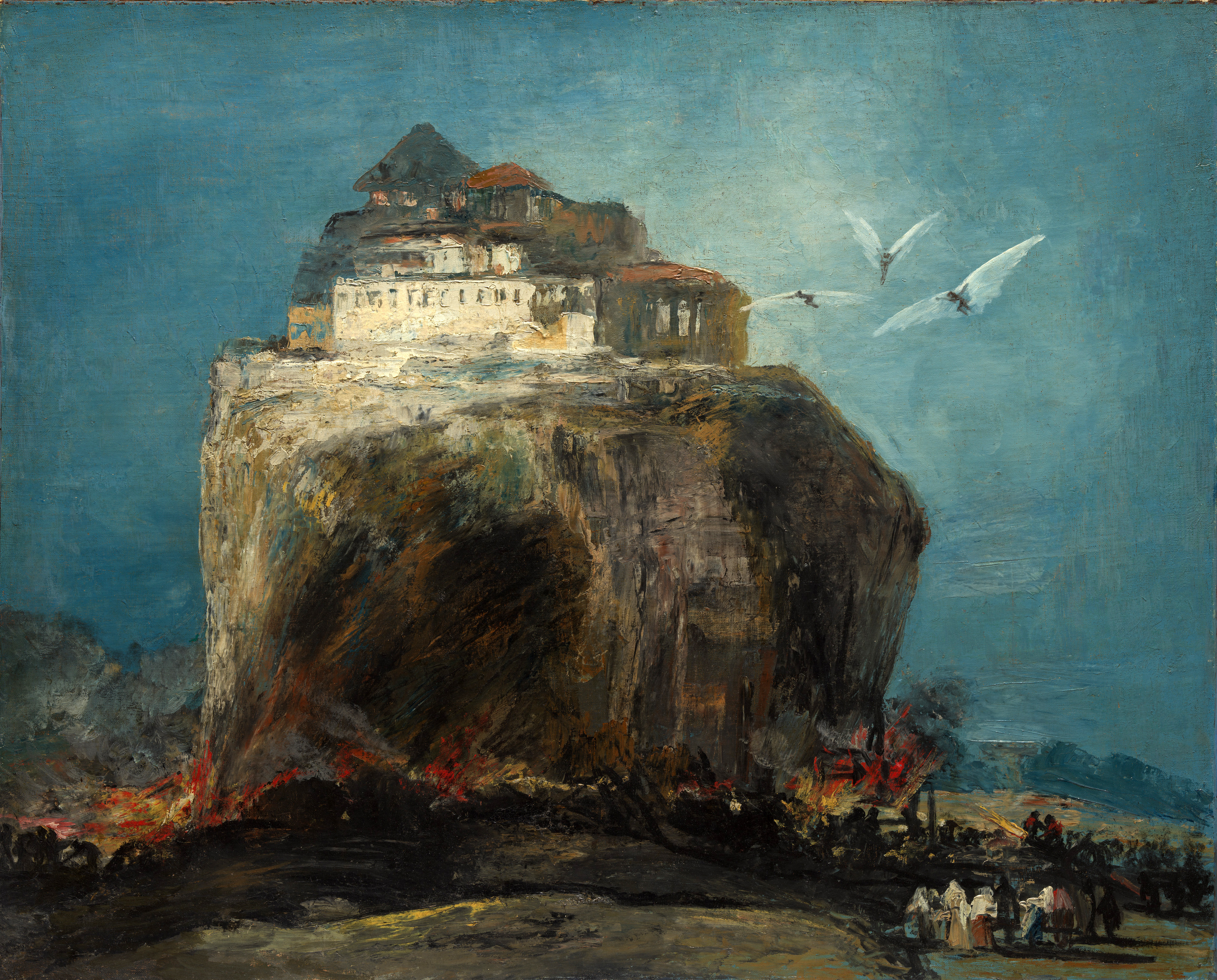
Eugenio Lucas Velázquez: La ciudad sobre la roca (ca. 1850-1875). Museo Metropolitano de Nueva York.

Con carácter de personaje, Castroforte del Barralla tendrá que defenderse a lo largo de toda la novela de la perfidia del pueblo de al lado, Villasanta de la Estrella. Atávica disputa, la lucha entre las dos ciudades deja en la sombra las rencillas de los hombres que las habitan. Torrente Ballester abre con Castroforte un modelo de urbanismo fantástico más cercano a Avalón que "la opresiva realidad de una España claustrofóbica, dogmática e intolerante, dividida e irreconciliable", presente en otras ciudades imaginadas como la Orbajosa de Galdós.
En el plano geográfico-administrativo Castroforte del Baralla, enfrentada al centralismo de Madrid, ya en el siglo XIX se proclamó por primera vez Cantón Federal Independiente, estatus que reclama durante la Segunda República Española, llegando a enviar a su presidente, Manuel Azaña, un telegrama con el siguiente texto:

"Castroforte del Baralla indiferente ante situación y posibles consecuencias Stop Acabamos de proclamar ciudad Cantón independiente título de República Stop Envíe plenipotenciarios para negociar condiciones federación Stop Salúdale... etc."

Menos definida —apuntaría su autor que 'a causa de las nieblas del río Baralla'— que el Yoknapatawpha (1920/1936/1973) de William Faulkner, aunque más concreta que el Macondo (1967) de Gabriel García Márquez, Castroforte del Baralla no fue sin embargo incluida por Italo Calvino en su catálogo de Ciudades Invisibles publicado también en 1972, si bien «Castroforte» recoge ecos de la «Eudossia» de Calvino, "que se extiende hacia arriba y hacia abajo".

## La definición de un J.B.
José Bastida, vecino de Castroforte del Baralla, inopinado mesías cíclico y protagonista de la novela, como personaje que encabeza la lista de sus heterónimos literarios, todos ellos J.B.) analiza y define así su ciudad, en un breve diálogo final con Julia:
—"Siempre me pareció que este pueblo no es como los otros, ya ves."
—"Tienes razón. Los otros se hunden. Después, llega la mar y forma un lago en el que queda flotando una cuna con dos niños. Castroforte prefiere las alturas".

### Telón
A modo de telón el propio escritor concluye:

"Castroforte parecía una nube lejana, donde quizás el Rey Artús empezase a proponer al pueblo la proclamación inmediata, definitiva, del Cantón Independiente, hasta que en el Reloj del Universo sonara la hora del regreso".